# Frankton (Otago)
Frankton is een plaats in de regio Otago op het Zuidereiland van Nieuw-Zeeland. Het ligt dicht bij Queenstown aan de noordoostkust van het Wakatipumeer.
Het is verbonden met Queenstown via Highway 6A. Het vliegveld van Queenstown bevindt zich in Frankton.